# Procopi de Gaza
Procopi de Gaza va ser un retòric grec i cristià que va viure a Gaza al segle VI (c. 465 - 528) i que va pertànyer a la Segona Sofística.
Es pensava que era el germà del bisbe Zacaries Retòric. S'han conservat d'ell diversos escrits de caràcter profà (per exemple, un panegíric de l'emperador romà d'Orient Anastasi I i cent seixanta-dues cartes), així com una catena o cadena d'obres exegètiques (sobre l'Octateuc, els Llibres dels Reis, Cròniques, Isaïes, Proverbis, Càntic dels Càntics i Eclesiastès) que es troben entre les més antigues, i les principals fonts de les quals són Basili de Cesarea, Gregori de Nazianz i Ciril I d'Alexandria.
Considerat com el principal representant de la cèlebre Escola de Gaza, que conreava l'art oratori en l'estil grec antic més pur i aticista, ell va passar la major part de sa vida en aquesta vila ensenyant i escrivint; sense prendre partit en les bregues teològiques que agitaven la seua època. Se suposa que va ser alumne de Doroteu de Gaza.
Una part de la seua producció ha sigut transmesa pels manuscrits sota el nom del seu deixeble Χορίκιος (Jorici de Gaza), que li va compondre a més un Encomi. Les seues obres es troben en la Patrologia Graeca de Migne, LXXXVII; les seues cartes Epistolographi graeci, edició de R. Hercher (1873).

## Obres conservades (en edicions modernes)
- Clavis Patrum Graecorum 7430-7448.
- Procopius Gazaeus, Opuscula rhetorica et oratoria, edidit E. Amato, Berlin-New York: de Gruyter, 2009 (col·lec. Bibliotheca Teubneriana).
- Rose di Gaza: li scritti retorico-sofistici e le Epistole di Procopio di Gaza, a cura di E. Amato, Alessandria: Edizioni dell'Orso, 2010 (coll. Hellenica).
- A. Corcella, "Tre nuovi testi di Procopio di Gaza: una dialexis inedita e due monodie già attribuite a Coricio", Revue des études tardo-antiques 1 (2011-2012), p. 1-14.
- E. Amato, "Un discorso inedito di Procopio di Gaza: In Meletis et Antoninae nuptias", Revue des études tardo-antiques 1 (2011-2012), p. 15-69.